# Stophira Sunzu
Stophira Sunzu (Chingola, 22 de junho, 1989) é um futebolista profissional da Zâmbia, que atua como meia.

## Carreira
Sunzu representou o elenco da Seleção Zambiana de Futebol no Campeonato Africano das Nações de 2015.

## Títulos
Zambia
- Copa das Nações Africanas: 2012